# Network Information Service
| Anwendung   | NIS        | NIS        | NIS        | NIS        |
| ----------- | ---------- | ---------- | ---------- | ---------- |
| Darstellung | XDR        | XDR        | XDR        | XDR        |
| Sitzung     | (Sun-) RPC | (Sun-) RPC | (Sun-) RPC | (Sun-) RPC |
| Transport   | UDP        | UDP        | UDP        | UDP        |
| Netzwerk    | IP         | IP         | IP         | IP         |
| Netzzugang  | Ethernet   | Token Ring | FDDI       | …          |

Network Information Service (NIS, auch Network Information System) ist ein Verzeichnisdienst zur Verteilung von Konfigurationsdaten wie Benutzernamen oder Rechnernamen in einem Computernetzwerk. NIS entstand bei Sun Microsystems als „Yellow Pages“ (YP) Client-Server Protokoll.
NIS/YP kann als zentrales Verzeichnis für Benutzeraccounts, Rechnernamen und andere Daten in einem Computernetzwerk verwendet werden. Zum Beispiel wird in einer üblichen UNIX-Umgebung die Liste der Benutzer (für die Authentifizierung) in der Datei /etc/passwd untergebracht. Durch das Benutzen von NIS wird eine weitere „globale“ Benutzerliste hinzugefügt, die zur Authentifizierung der Benutzer auf jedem Rechner verwendet werden kann.
Sun hat die Lizenz zu dieser Technik an praktisch alle Unix-Hersteller vergeben.
Der Name Yellow Pages (deutsch: Gelbe Seiten) ist in Großbritannien eine registrierte Marke der British Telecommunications für ihr Branchentelefonbuch. Sun änderte daher den Namen des Systems zu NIS, obwohl alle Kommandos und Funktionen immer noch mit „yp“ anfangen.
In modernen Rechnernetzen ersetzen Systeme wie LDAP und Kerberos zunehmend NIS, da sie gegenüber NIS als fortschrittlicher und sicherer angesehen werden.

## NIS-Kommandos
- ypcat
- ypmatch
- ypwhich
- ypclnt
- ypset
- yppasswd
- yppoll
- yppush
- ypserv
- ypdomainname
- ypxfer
- ypinit
- ypbind
- ypfirst
- yptest
- ypchfn
- ypchsh